# 소니 타이머
소니 타이머(일본어: ソニータイマー, 영어: Sony timer)란 일본의 전자제품 회사인 소니사의 제품이 무상수리보증기간이 막 지난 시점에서 고장나는 현상을 가리키는 말이다. 물론, 이는 정식적으로 확인된 바 없으며 도시전설의 일종으로 간주되고 있다. 이 말은 인터넷 시대 이전인 1980년부터 일본인 사이에서 사용되고 있었던 은어였는데, 현재는 소니 내부의 직원들이 회의에서 사용할 정도로 일반화되어 있다고 한다.